# Biancolina mauihina
Biancolina mauihina är en kräftdjursart som beskrevs av J. L. Barnard 1970. Biancolina mauihina ingår i släktet Biancolina och familjen Biancolinidae. Inga underarter finns listade i Catalogue of Life.